# Reza Gheszlagh
Reza Gheszlagh – wieś w Iranie, w ostanie Azerbejdżan Zachodni, w szahrestanie Szahin Deż. W 2006 roku liczyła 162 mieszkańców.